# 2024년 스페인 홍수
2024년 스페인 홍수(스페인어: Gota fría de 2024 en España)는 2024년 10월 29일부터 스페인에서 일어난 홍수이다. 폭우로 인해 발렌시아주, 카스티야라만차주, 안달루시아주를 포함한 스페인 남동부 여러 지역에 한 달치 강수량이 내려 최소 217명 이상 사망하였다.

## 배경
현지시간 2024년 10월 29일 밤 약 300mm에 달하는 비가 내리면서 발렌시아 지역을 중심으로 홍수가 시작되었다. 하루 동안 500mm의 비가 내렸으며, 스페인 기상청은 치바 마을에서 8시간 동안 내린 비가 1년치 평년 강우량과 같았다고 밝혔다.
홍수가 발생한 주된 원인은 고타프리아 현상 때문이다. 고타프리아 현상 또는 콜드 드랍은 한랭한 분리저기압과 지중해의 습하고 따뜻한 공기가 만나면서 많은 양의 수증기가 응결되면서 발생하는 폭우를 뜻한다.
스페인은 기록적인 폭염으로 극심한 가뭄에 시달리고 있던 상황에 홍수 피해가 발생하였다. 따라서 건조했던 땅에 많은 비가 내림에 따라 물을 흡수하지 못하면서 홍수가 더 심각해졌다는 분석이 나왔다.
또 협곡과 작은 하천들이 많아 비가 심하게 쏟아지면 물이 금방 차오르는 지역 특성과 인구 밀집 지역이라는 점이 겹치면서 피해가 커진 것이라는 분석도 있다.

## 피해 및 구조
각 지역에서 경찰은 비행기와 헬리콥터로 구조 작업을 벌였다. 현지시각 10월 30일 기준 가장 많은 사망자가 나온 지역은 92명이 사망한 발렌시아이다. 인근 카스티야라만차주에서는 2명이, 남부 안달루시아주에서는 1명이 사망한 것으로 집계되었다.
스페인 영토정책부(대한민국의 국토교통부에 해당) 장관 앙헬 빅토르 토레스가 밝힌 내용에 따르면, 비행기와 헬리콥터 등 324대를 동원해 대규모 구조 작전이 이루어졌으며, 군과 시민 경비대, 경찰 등 2천여명이 동원되었다. 스페인 정부는 구조 지휘 총괄을 위한 대응위원회도 꾸렸다.
안달루시아에서는 276명의 승객을 태운 고속 열차가 탈선하였으며, 수도 마드리드와 발렌시아간 고속 열차 운행는 중단되었다. 아에나는 발렌시아 공항에 착륙할 예정이었던 항공편 12편이 다른 공항으로 우회하였다. 한 쇼핑센터에는 600명이 갇혀 있다가 현재 차례대로 구조되었다. 발렌시아시는 모든 학교 휴교령을 내리고 스포츠 행사를 취소하였으며 공원 폐쇄 조치를 내렸다.
11월 3일 기준 사망자는 200명을 넘겼다. 발렌시아주에서만 211명이 사망하였다.

## 대응
스페인 정부는 31일부터 11월 2일까지 사흘간 희생자들을 위한 국가 애도 기간을 선포하였다.
"사랑하는 사람들을 찾고 있는 이들을 위해 스페인 전체가 여러분들의 고통을 느끼고 있습니다."— 페드로 산체스 총리의 텔레비전 연설

 포르투갈
"필요한 모든 도움을 제공하겠습니다."— 루이스 몬테네그로 포르투갈 총리

## 같이 보기
- 스페인의 기후
- 콜드 드랍(고타프리아 현상)
- 2024년 유럽 홍수